# Pásztori Biblia Intézet
A Pásztori Biblia Intézet (angol: Pastoral Bible Institute (PBI)) egy, az Őrtorony Társulatból kivált társaság, melynek célja, hogy előmozdítsa a Biblia-kutató tevékenységeket.

## Megalakulása
A bibliakutató mozgalom korai éveiben, amikor Joseph Franklin Rutherford vette át a Watch Tower társulat irányaítását, akkor ezzel egyet nem értő tehetős hittestvérek létrehozták ezt a társaságot.
Az első független bibliakutató összejövetel 1918. július 26-29. között volt a New Jersey-beli Asbury Parkban. A második összejövetel Rhode Island-i Providence-ben volt novemberben, ahol már formálódni kezdett ez az új Rutherfordtól független társulat.

## Tevékenységük
1918 decemberében már ki is adták a The Herald of Christ’s Kingdom első számát. R. E. Streeter szerkesztette az 1924 decemberében bekövetkezett haláláig, de együttműködtek számos bibliakutató csoporttal.

## Jelenük
Ma a Dawn Bible Students Associationnel együtt szerkesztik a folyóirat utódját.

## Külső hivatkozások
- http://www.heraldmag.org/ (Pastoral Bible Institute honlapja)
- The Herald of Christ's Kingdom 1918-tól a jelenig kiadott összes számának elektronikus változata Archiválva 2009. június 25-i dátummal a Wayback Machine-ben